# Gerard Kusz
Gerard Alfons Kusz (ur. 23 października 1939 w Dziergowicach, zm. 15 marca 2021 w Gliwicach) – polski duchowny rzymskokatolicki, doktor teologii, biskup pomocniczy opolski w latach 1985–1992, biskup pomocniczy gliwicki w latach 1992–2014, od 2014 biskup pomocniczy senior diecezji gliwickiej.

## Życiorys
Urodził się 23 października 1939 w Dziergowicach. W latach 1953–1957 kształcił się w Męskiej Szkole Ogólnokształcącej im. Jana Kasprowicza w Raciborzu, uzyskując świadectwo dojrzałości. W latach 1957–1962 odbył studia filozoficzno-teologiczne w Wyższym Seminarium Duchownym Śląska Opolskiego w Nysie. Święceń prezbiteratu udzielił mu 24 czerwca 1962 w katedrze Podwyższenia Krzyża Świętego w Opolu biskup Franciszek Jop, delegat Prymasa Polski z uprawnieniami biskupa rezydencjalnego w Opolu. W 1974 rozpoczął studia specjalistyczne w zakresie katechetyki i pedagogiki w Instytucie Pastoralnym Katolickiego Uniwersytetu Lubelskiego. W 1976 uzyskał magisterium-licencjat, a w 1978 doktorat z teologii na podstawie dysertacji Koncepcja katechezy biblijnej według Bruno Drehera. Specjalizację pogłębiał w 1978 w Instytucie Katechetycznym w Monachium.
W latach 1962–1964 pracował jako wikariusz w parafii Chrystusa Króla w Gliwicach, następnie w latach 1964–1973 w parafii katedralnej Podwyższenia Krzyża Świętego w Opolu. W latach 1973–1974 był notariuszem kurii diecezjalnej. W latach 1980–1985 pełnił funkcję diecezjalnego wizytatora nauki religii, a w latach 1980–1990 kościelnego cenzora książek religijnych. Od 1982 do 1985 był sekretarzem rady kapłańskiej i kolegium konsultorów.
W latach 1973–1974 był prefektem i prokuratorem w Wyższym Seminarium Duchownym Śląska Opolskiego w Opolu (kształcącym kleryków ostatniego roku). W 1978 rozpoczął w nim prowadzenie wykładów z katechetyki, pedagogiki i teologii pastoralnej. W latach 1983–1985 sprawował urząd jego wicerektora. W latach 1978–1987 prowadził wykłady zlecone z katechetyki na Katolickim Uniwersytecie Lubelskim. Pełnił też funkcje członka Rady Naukowej Diecezjalnego Instytutu Pastoralnego w Opolu (filia KUL) i prezesa wojewódzkiego oddziału Towarzystwa Przyjaciół KUL w Opolu.
8 lipca 1985 został prekonizowany biskupem pomocniczym diecezji opolskiej ze stolicą tytularną Tagarbala. Święcenia biskupie otrzymał 15 sierpnia 1985 w katedrze Podwyższenia Krzyża Świętego w Opolu. Udzielił mu ich kardynał Józef Glemp, prymas Polski, z towarzyszeniem kardynała Henryka Gulbinowicza, arcybiskupa metropolity wrocławskiego, i Alfonsa Nossola, biskupa diecezjalnego opolskiego. Jako zawołanie biskupie przyjął słowa „Oboedientia et pax” (Posłuszeństwo i pokój). W diecezji został ustanowiony wikariuszem generalnym. Zajmował się sprawami: katechetycznymi, rekolekcyjno-formacyjnymi laikatu, wizytacji diecezjalnych, kultury chrześcijańskiej, Klubów Inteligencji Katolickiej i Towarzystwa Przyjaciół KUL na terenie diecezji. Pełnił opiekę nad raciborskim rejonem duszpasterskim. W latach 1987–1992 był członkiem rady kapłańskiej i kolegium konsultorów.
25 marca 1992 został mianowany biskupem pomocniczym nowo ustanowionej diecezji gliwickiej. W diecezji objął funkcje wikariusza generalnego i przewodniczącego Wydziału Nauki i Kultury Chrześcijańskiej. Został też członkiem rady kapłańskiej i kolegium konsultorów. 15 listopada 2014 papież Franciszek przyjął jego rezygnację z obowiązków biskupa pomocniczego gliwickiego.
W ramach Konferencji Episkopatu Polski objął funkcję wiceprzewodniczącego Komisji Wychowania Katolickiego. Wszedł w skład Komisji ds. Katechetycznych i Komisji ds. Duszpasterstwa Rolników.
Zmarł 15 marca 2021 w Gliwicach. 20 marca 2021 po mszach pogrzebowych w katedrze Świętych Apostołów Piotra i Pawła w Gliwicach i kościele św. Anny w Dziergowicach został pochowany w grobowcu przy dziergowickim kościele.